# Packey McFarland
Pour les articles homonymes, voir McFarland.
Packey McFarland est un boxeur américain né le 1er novembre 1888 à Chicago, Illinois, et mort le 22 septembre 1936 à Joliet, Illinois.

## Carrière
Professionnel de 1904 à 1915, il combat en poids légers et poids welters. Son palmarès impressionnant de 104 victoires contre 1 seule défaite et 5 matchs nuls font de lui un des meilleurs boxeurs du début du XXe siècle. McFarland ne remporte pourtant pas de titre mondial puisqu'il ne parvient à faire mieux que match nul contre le champion du monde des poids légers britannique Freddie Welsh le 30 mai 1910.

## Distinction
- Packey McFarland est membre de l'International Boxing Hall of Fame depuis 1992[1].